# Betty Mahmoody
Betty Mahmoody (née le 9 juin 1945 à Alma dans le Michigan) est une écrivaine américaine. Elle est connue surtout pour son livre Jamais sans ma fille et pour sa lutte pour les droits des enfants.

## Biographie
Au cours d'une conférence donnée à Wilmington (Delaware) en avril 2003, et par le récit qu'elle en fit dans son livre Jamais sans ma fille, Betty Mahmoody raconta les dix-huit mois de calvaire qu'elle vécut en Iran avant de réussir à s'en échapper avec sa fille.
Alors qu'elle souffre de migraines, Betty consulte un médecin, Bozorg Mahmoody (en), d'origine iranienne. À la suite des soins que celui-ci lui apporte, Betty tombe sous le charme de cet homme délicat et prévenant qu'elle épouse et dont elle a une fille. Après quelques années de mariage, les tensions politiques grandissantes entre l'Iran et les États-Unis vont fragiliser leur situation personnelle et professionnelle. Son mari est, alors, de plus en plus porté vers l'extrémisme religieux, influencé, notamment, par des amis et quelques membres de sa famille qui leur rendent visite.
Les crises conjugales vont s'intensifier et Betty Mahmoody, qui s'en inquiète, envisagera le divorce. Toutefois, dans un souci de réconciliation elle accepte de l'accompagner avec sa fille en Iran afin de faire connaissance avec sa belle-famille. Personne, alors, ne la met suffisamment en garde contre les risques encourus. Son mari lui jure, d'ailleurs, qu'il ne souhaite que revoir les siens; le voyage ne doit durer que deux semaines.
Tous trois partent donc en août 1984. Les premiers jours sont rythmés par les visites d'un clan qui la méprise très rapidement. Au terme du séjour, son mari invoque des problèmes administratifs pour reporter leur départ. Le doute commence à s'installer en Betty qui constate, à son grand désarroi, le changement d'attitude qui gagne, peu à peu, son mari.
Ce dernier, encouragé par ses proches, finit par lui déclarer qu'elle ne quittera jamais l'Iran. Devant sa résistance, il fait preuve de violence, l'enferme, la bat dès qu'elle se rebelle et l'éloigne à plusieurs reprises de sa fille. Face à la folie furieuse de son mari, Betty décide, alors, de jouer les femmes soumises afin d'être libre de ses mouvements et de préparer sa fuite.
Grâce à cette stratégie, son mari l'autorise à faire des courses et elle en profite pour déclarer sa situation à l'Ambassade de Suisse qui ne peut guère faire plus pour elle que d'avertir et d'établir un contact avec sa famille (les relations diplomatiques étant rompues entre l'Iran et les États-Unis, la Suisse gérait les intérêts américains).
Elle accompagnait aussi leur fille à l'école et profitait de ces rares temps de liberté pour chercher de l'aide. Plusieurs personnes et opportunités de s'enfuir se présentèrent mais devant leur dangerosité Betty hésita et refusa leur plan, terrorisée du sort incertain réservé à son enfant et à elle-même. On lui enjoignit plusieurs fois de partir sans sa fille, qui selon les lois iraniennes appartenait à son père, suggestions qu'elle refusa avec indignation, ne pouvant tolérer l'idée de la laisser derrière elle, exposée aux périls de la guerre et privée de liberté. Leur installation, après avoir été longtemps nourris et hébergés chez plusieurs parents, prit fin quand ils louèrent leur propre appartement, dans lequel un cabinet de médecine illégale permit à Bozorg Mahmoody d'exercer et de gagner son premier argent. Une certaine normalité de vie et un semblant de paix s'instaurait dans le couple ; Betty en apparence soumise, pratiquant les prières islamiques, gagnait en liberté et nouait des contacts amicaux et utiles.
Un homme lui fut indiqué, en qui elle eut de suite toute confiance pour élaborer un plan de fuite ; plan plusieurs fois retardé, mais qui dut se réaliser en urgence : Betty, dont le père malade était en fin de vie, fut contrainte par son mari, sous prétexte de lui rendre visite, de partir pour les États-Unis, seule, avec l'ordre d'y liquider leurs biens et de revenir avec l'argent, pendant que leur fille resterait sous sa garde. Betty, craignant avec raison de se voir refuser le retour en Iran et redoutant l'évidente perte de sa fille, obtint de son ami que leur fuite se fasse en catastrophe : il dut les expédier sur les routes hivernales, à travers les montagnes, à cheval, à pied, puis leur faire traverser le pays kurde ; pourtant, sans aucun papier sur elles, épuisées, affamées, elles arrivèrent en Turquie où l'ambassade américaine les prit en charge et les renvoya par avion en Amérique.
Son livre Jamais sans ma fille parut en 1988, rédigé avec la collaboration du journaliste William Hoffer, fut nommé au prix Pulitzer et traduit dans un grand nombre de langues. Dans le monde entier on en vendit plus de huit millions d'exemplaires, dont plus de deux millions rien qu'en Allemagne. En 1993 parut un deuxième livre, Pour l'amour d'un enfant, qui décrit ce qui s'est passé après leur fuite.
Parce que son mari aurait menacé d'enlever sa fille des États-Unis, elle vit aujourd'hui sous un nom d'emprunt. Elle a fondé une organisation pour la protection des enfants dont les parents sont issus de cultures différentes, est apparue dans des débats télévisés et a été entendue comme témoin dans plusieurs procès sur le droit de garde. L'activité de ce groupe de pression a permis l'adoption en 1993 de l'International Parental Kidnapping Act. Cette loi fédérale américaine punit le fait de quitter les États-Unis avec un enfant de moins de 16 ans sans le consentement de l'autre parent.
Son mari, Bozorg Mahmoody, est mort à Téhéran le 22 août 2009, à l'âge de 70 ans, sans jamais avoir eu l'occasion de revoir sa fille.

## Adaptation cinématographique
Le film américain Not Without My Daughter, tourné en 1991 et dans lequel Sally Field jouait le rôle de Betty Mahmoody, repose sur ce qu'a vécu cette dernière.
Le film devait être diffusé en 1998 sur les télévisions française et allemande, mais en représailles l'équipe nationale d'Iran menaça de boycotter la Coupe du monde de football de 1998. Si en France le film fut diffusé, la chaîne privée allemande VOX renonça à l'émission prévue, sous le prétexte officiel qu'« un danger pour les collaborateurs n'était pas exclu ».
Dès la sortie du film, Sally Field, l'actrice qui incarnait Betty Mahmoody dans le film, fut informée qu'elle était indésirable en Iran, et que si elle demandait un visa, celui-ci lui serait refusé. Sally Field indiqua que de toute façon, elle n'avait pas du tout l'intention de se rendre dans ce pays et le visiter.

## Réactions
Le livre et le film furent jugés par des Iraniens en exil et une partie des musulmans comme racistes, généralisants et insultants. La représentation que donne Betty Mahmoody serait, aux dires de ces critiques, trop unilatérale, contradictoire et exagèrerait l'aspect dramatique. Le livre de Betty Mahmoody n'est en aucune façon un travail scientifique sur les structures sociales de l'Iran, mais se borne à raconter son expérience personnelle[réf. nécessaire].
Parmi les ouvrages qui critiquent le livre de Betty Mahmoody, on trouve Nicht ohne Schleier des Vorurteils (Pas sans le voile du préjugé), écrit par une féministe iranienne en exil, Nasrin Bassiri.
Betty Mahmoody assure dans son livre Pour l'amour d'un enfant que tous les reproches de généralisation sont injustifiés et que dans Jamais sans ma fille elle n'a à aucun moment voulu représenter la totalité des Iraniens comme des gens méchants ou hostiles aux femmes. Elle a écrit : « Depuis le jour de mon arrivée à Téhéran, j'avais souffert avec les Iraniens qui avaient dû tant supporter pendant la révolution islamique et la guerre contre l'Irak. Je n'avais jamais douté qu'une seule personne était responsable de ma misère personnelle : mon mari. Je n'ai jamais porté de jugement global sur les Iraniens, surtout après que tant d'entre eux sont devenus mes amis et m'ont aidée à fuir. »
En 2002, Kari Tervo et Alexis Kouros, un écrivain finlandais né en Iran, ont réalisé un film documentaire, Sans ma fille, (Dream Catcher Productions) où est donné le point de vue du mari de Betty Mahmoody. Sa fille, cependant, une fois le film paru, a refusé de revoir son père, assurant qu'elle avait encore peur de lui.